# Kim Chang-man
Kim Chang-man (Hangul:김창만) (1907-1966) fue un activista por la independencia de Corea y un político de la República Popular Democrática de Corea. Se desempeñó como jefe del Departamento Central de Propaganda del Partido del Trabajo de Corea, también fue vicepresidente de Corea del Norte, pero luego fue purgado.

## Biografía
Se graduó de la escuela de Oriente Medio en Seúl. Se mudó a China y se graduó de la Universidad de Zhongshan en China en 1928. Junto con Kim Tu-bong y Choe Chang-ik, se unieron a la Alianza por la Independencia de Corea organizada en Yan'an y trabajaron como líderes de la Alianza por la Independencia de Corea en el este de Manchuria, mientras dirigían un movimiento comunista. El hijo de Jo Soang, que fue enviado a Manchuria por orden especial del Gobierno Provisional, asesinó a Cho Si-je, que estaba de servicio.
Después de la liberación el 15 de agosto de 1945, regresó a Corea del Norte, donde se desempeñó como director del Partido de los Trabajadores de Corea en 1946 y director de la escuela ejecutiva de Sadong en 1947. De 1946 a 1947, se promovió una campaña para promover a Kim Il-sung como líder nacional con Han Jae-deok.
Recibió el premio de Educación por parte del Gabinete de 1956. Después de desempeñarse como vicepresidente del Comité Central del Partido de los Trabajadores de Corea, se desempeñó como presidente del Comité de Relaciones Exteriores de la Asamblea Popular Suprema de Corea del Norte en 1957 y miembro permanente del Comité Central del Partido de los Trabajadores de Corea en el 1958.
No fue purgado durante el incidente sectario y la purga del grupo costero en agosto de 1958, pero mientras tanto, tomó la iniciativa de purgar los mismos grupos costeros, como Kim Tu-bong y Choi Chang-ik, y fue leal a Kim Il-sung.
En reconocimiento a sus contribuciones, fue elegido como miembro permanente del Comité de Unificación y Paz de la Patria en 1961, como vicepresidente y miembro político del Comité Central del Partido, y fue elegido como vicepresidente del gabinete en el 62, y sirvió como segundo y tercer delegados de la Asamblea Popular Suprema.
En 1966, se convirtió en vicepresidente y miembro político del Comité Central, pero sus actividades cesaron. En mayo de ese año fue purgado por realizar actividades de propaganda en violación de la idea Juche.